# Henry Murray
Henry Alexander Murray (13 de mayo de 1893 - 23 de junio de 1988), conocido como Henry Murray, fue un psicólogo estadounidense, fundador de la Clínica Psicoanalítica de Harvard.

## Biografía
Murray enseñó durante más de 30 años en la Universidad de Harvard. Fue además el fundador de la Sociedad psicoanalítica de Boston y desarrolló una influyente teoría sobre el constructo psicológico de la personalidad, basada en la necesidad y la presión. Por otro lado, es quien desarrolló el Test de Apercepción Temática (T.A.T), prueba de personalidad que es muy utilizada en todo el mundo por los psicólogos.
Entre 1959 y 1962 dirigió un experimento, dentro del conocido como Proyecto MKULTRA, que ha sido descrito como "indefendible éticamente hoy en día". En él 22 estudiantes fueron sometidos a pruebas, presuntamente abusivas, para analizar sus respuestas al estrés. Uno de los estudiantes que participó como sujeto en dicho experimento fue el terrorista Theodore Kaczynski, y se ha señalado la posible influencia de esta experiencia en sus acciones posteriores.

## Constructos y postulados
Murray aceptó la división freudiana de la psique: Ello, Yo y Superyó, pero introdujo modificaciones importantes a cada uno de esos componentes. El Ello o Id no sólo incluye impulsos biológicos básicos, sino que las necesidades presentas además de tener la función de mantener el organismo, son el origen de necesidades creativas y promotoras del desarrollo. El Yo o Ego es complejo, pues al tener motivaciones y necesidades propias es más que un sirviente del Ello. El Superyó para Murray se desarrolla a largo plazo, pues los valores, objetivos y normas prescritas en la conciencia cambian a medida que se encuentran nuevo modelos e ideales en la vida, concepción que se contrasta con la de Freud quien consideraba que la formación del superyó se daba entre los tres y ocho años, pues sólo consideraba la influencia del ambiente hogareño.
Henry Murray nació en una familia acomodada de Nueva York en 1893. Tenía una hermana mayor y un hermano menor. Carver y Scheier, en las "Perspectivas de la Personalidad" p. 100, señalan que "se llevaba bien con su padre, pero tenía una mala relación con su madre", lo que resulta en una sensación profunda de la depresión. Ellos presumen que la ruptura de esta relación llevó a Murray a ser especialmente conscientes de las necesidades de la gente y su importancia como determinantes del comportamiento subyacente. En Harvard, se especializó en la historia con un mal desempeño, pero compensa con el fútbol, remo y boxeo. En la Universidad de Columbia que lo hizo mucho mejor en la medicina, completó su doctorado y también recibió una maestría en biología, en 1919. Durante los siguientes dos años fue instructor de fisiología en la Universidad de Harvard. Recibió su doctorado en bioquímica de la Universidad de Cambridge en 1928.
Un punto de inflexión se produjo en la vida de Murray a la edad de 30: después de siete años de matrimonio, conoció y se enamoró de Christiana Morgan, pero experimentó un conflicto grave, ya que no quería dejar a su esposa, Josefina. Esto levantó la conciencia de las necesidades en conflicto, la presión que puede resultar, y los vínculos con la motivación. Carver y Scheier en cuenta que se trataba de Morgan que estaba "fascinado por la psicología de Carl Jung" y fue como resultado de su instando a que conoció a Carl Jung en Suiza. Describió Jung como "Los primeros de sangre completos, esférico - y de Goethe, yo diría, la inteligencia que había conocido en su vida." Él fue analizado por él y estudió sus obras. "La experiencia de llevar a un problema con un psicólogo y recibir una respuesta que parecía obra tuvo un gran impacto en Murray, que lo llevó a considerar seriamente la psicología como una carrera" (JW Anderson). El consejo de Jung a Murray acerca de su vida personal era continuar abiertamente con ambas relaciones.

## Literatura
El mexicano Jorge Volpi escribió La tejedora de sombras, un libro sobre la amante de Murray, Christiana Morgan, y la relación entre ambos. La novela ganó en 2012 el Premio Planeta-Casa de América.